# Francis Bebey
Francis Bebey (1929–2001) a fost un artist, muzician și scriitor camerunez.